# Serra do Cachimbo
La serra do Cachimbo est une chaîne de basses montagnes au Brésil, dans la partie méridionale de l'État de Pará, située principalement dans les municipalités d'Altamira, Itaituba, Jacareacanga et Novo Progresso.
Le complexe de la serra do Cachimbo est en partie une masse continue de montagnes avec un alignement nord-ouest/sud-est, en partie un plateau avec des vallées à fond plat. L'érosion a créé des crêtes et des ravins. Dans la partie nord, il y a des escarpements le long de la transition vers la dépression périphérique du sud du Pará, où les rivières descendent dans des rapides et des cascades comme le Salto do Curuá.
La réserve biologique de Nascentes da Serra do Cachimbo couvre une partie de l'aire de répartition. Le sud-ouest du parc national du Rio Novo est dominé par la serra do Cachimbo, avec un escarpement pointu formant sa face nord. La rivière Iriri et ses affluents (notamment la rivière Curuá) proviennent de la serra do Cachimbo et coulent sur 900 km avant de rejoindre la rivière Xingu. Il s'agit de la principale rivière de la station écologique Terra do Meio de 3 373 134 hectares. La rivière Jamanxim, un affluent du rio Tapajós, s'écoule également dans la serra do Cachimbo. Jamanxim, Curuá et d'autres rivières de la serra do Cachimbo abritent de nombreux poissons endémiques. Plusieurs d'entre eux sont menacés par la perte d'habitat et les barrages prévus,,, bien qu'il existe également quelques espèces comme Phycocharax rasbora qui bénéficient des réservoirs créés par les barrages. La serra do Cachimbo est très riche en oiseaux avec plus de 380 espèces enregistrées. Cette richesse s'explique en partie par la diversité des habitats, car elle se trouve dans une région principalement couverte par la forêt amazonienne, mais la serra possède également des parcelles isolées de végétation cerrado.
Campo de Provas Brigadeiro Velloso est un grand complexe des forces armées brésiliennes, administré par l'armée de l'air brésilienne, située dans la serra do Cachimbo. Le complexe comprend l'aéroport de Cachimbo. 